# S-Kore
Štěpán Malý (* 16. ledna 1989 Zlín),[zdroj?] známý pod přezdívkami S-Kore (dříve S-core) a Donnie, je český rapper a zpěvák žánru emo.
Svou první desku vydal právě pod přezdívkou S-Kore v roce 2007 a začal budovat fanouškovskou základnu skládající se především z posluchačů narozených v druhé polovině devadesátých let. Na vrcholu slávy se nacházel v roce 2010, kdy vydal dvě desky - Dopisy z Waldheimu a Zapomeň na všechno, které získaly první dvě místa v anketě o nejlepší rapové album. Dlouhodobě brojil proti komerční hudbě, proto se na přelomu desetiletí odklonil od rapové tvorby. Takže se rozhodl rapovou kariéru ukončit a věnovat se nu-metalu, s čímž založil one-man kapelu První kontakt, s níž vydal čtyři alba. Kapela byla hudebním novinářem Jaroslavem Konášem zařazena mezi tzv. "hudební masakry".
Věnuje se tématům násilí, sebepoškozování, sebevražd, deprese a nevěry, ale také silnému nacionalismu a politice se svými osobitými protestsongy. Jeho nejikoničtějším prvkem prezentace je pak výrazný egoismus, přičemž jeho tvorba stojí především na sponzorských darech.

## Diskografie

### S-Kore
- Lovestory (2007)
- Musíme pokračovat (2008)
- Možná už zítra ráno (2009)
- Dopisy z Waldheimu (2010)
- Zapomeň na všechno (2010)
- Barová (2010)

### VX: První kontakt
- Den, kdy se spojily dvě cesty (2011)
- Vítej doma (2012)
- Orel (2013)
- Následky (2015)